# 赫斯-阿波罗月坑

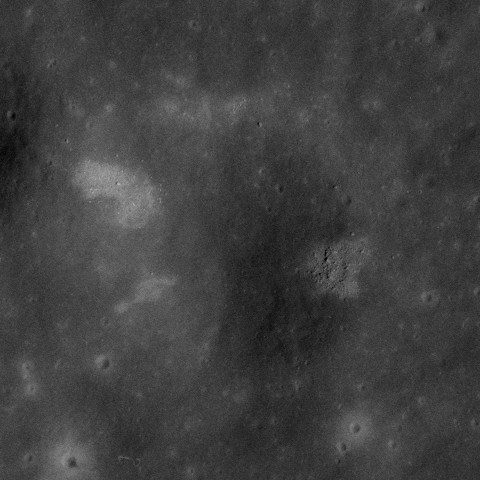
阿波罗17号全景相机照片

赫斯-阿波罗月坑（Hess-Apollo）是月球表面一处地质特征，一座位于陶拉斯-利特罗谷中的陨石坑。1972年阿波罗17号任务期间，宇航员尤金·塞尔南和哈里森·施密特就降落在它的北面，但没到访过它。任务过程中宇航员仅简称它称为“赫斯月坑”。
赫斯月坑毗邻大小相同的麦金月坑，北面坐落着卡米洛特月坑，矮子月坑和拉拉月坑位于它的西北，而西边和东北则分布有南森月坑和埃默里月坑。
该陨坑是宇航员以美国地质学家哈里·哈蒙德·赫斯的名字所命名。